# (300221) Brucebills
(300221) Brucebills est un astéroïde de la ceinture principale.

## Description
(300221) Brucebills est un astéroïde de la ceinture principale. Il fut découvert le 10 décembre 2006 à l'observatoire Airglow dans les montagnes Laurel (à l'ouest de la Pennsylvanie) par David R. Skillman. Il présente une orbite caractérisée par un demi-grand axe de 3,13 UA, une excentricité de 0,17 et une inclinaison de 10,4° par rapport à l'écliptique.

## Compléments